# Episinus algiricus
Episinus algiricus là một loài nhện trong họ Theridiidae.
Loài này thuộc chi Episinus. Episinus algiricus được Hippolyte Lucas miêu tả năm 1846.